# Michigan 500
Michigan 500 var en amerikansk racingtävling i CART och, under annat namn, även i IndyCar på Michigan International Speedway.

## Historik
Tävlingen startade 1968, och blev ett 500 mile-race 1981, efter att Ontario Speedway lagts ned. Banan hade länge två tävlingar, men från och med 1986 kördes enbart 500 mile-racet varje år i juli. Loppet sponsrades sedan av Marlboro och var under många år känt som Marlboro 500.
1996 gjordes ett misslyckat försök att konkurrera med Indianapolis 500 efter att CART och IndyCar blivit två olika serier. Loppet lockade fortsatt många åskådare, men kunde inte konkurrera ut Indy 500, trots de mindre namnkunniga startfälten på Indy. Efter en tragisk incident 1998, då delar från Adrián Fernández bil dödade tre åskådare, försvann många av banans sponsorer, och efter säsongen 2001 utgick tävlingen ur CART. Senare kördes under ett 400 mile-race i IndyCar under sex år, men loppet ströks efter säsongen 2007.

## Vinnare

### CART
| Säsong   | Titel               | Vinnare            | Team                  |
| -------- | ------------------- | ------------------ | --------------------- |
| 1981     | Norton Michigan 500 | Pancho Carter      | Alex Morales Racing   |
| 1982     | Norton Michigan 500 | Gordon Johncock    | Patrick Racing        |
| 1983     | Norton Michigan 500 | John Paul Jr.      | Team VDS              |
| 1984     | Michigan 500        | Mario Andretti     | Newman/Haas Racing    |
| 1985     | Michigan 500        | Emerson Fittipaldi | Patrick Racing        |
| 1986     | Michigan 500        | Johnny Rutherford  | Alex Morales Racing   |
| 1987     | Marlboro 500        | Michael Andretti   | Newman/Haas Racing    |
| 1988     | Marlboro 500        | Danny Sullivan     | Penske Racing         |
| 1989     | Marlboro 500        | Michael Andretti   | Newman/Haas Racing    |
| 1990     | Marlboro 500        | Al Unser Jr.       | Galles/Kraco Racing   |
| 1991     | Marlboro 500        | Rick Mears         | Marlboro Team Penske  |
| 1992     | Marlboro 500        | Scott Goodyear     | Walker Racing         |
| 1993     | Marlboro 500        | Nigel Mansell      | Newman/Haas Racing    |
| 1994     | Marlboro 500        | Scott Goodyear     | Budweiser King Racing |
| 1995     | Marlboro 500        | Scott Pruett       | Patrick Racing        |
| U.S. 500 | Inaugural U.S. 500  | Jimmy Vasser       | Chip Ganassi Racing   |
| 1996     | Marlboro 500        | André Ribeiro      | Tasman Motorsports    |
| 1997     | U.S. 500            | Alex Zanardi       | Chip Ganassi Racing   |
| 1998     | U.S. 500            | Greg Moore         | Forsythe Racing       |
| 1999     | U.S. 500            | Tony Kanaan        | Forsythe Racing       |
| 2000     | Michigan 500        | Juan Pablo Montoya | Chip Ganassi Racing   |
| 2001     | Harrah's 500        | Patrick Carpentier | Forsythe Racing       |

### IndyCar
| Säsong | Titel              | Vinnare           | Team                   |
| ------ | ------------------ | ----------------- | ---------------------- |
| 2002   | Michigan Indy 400  | Tomas Scheckter   | Cheever Racing         |
| 2003   | Firestone Indy 400 | Alex Barron       | Mo Nunn Racing         |
| 2004   | Michigan Indy 400  | Buddy Rice        | Rahal Letterman Racing |
| 2005   | Firestone Indy 400 | Bryan Herta       | Andretti Green Racing  |
| 2006   | Firestone Indy 400 | Hélio Castroneves | Marlboro Team Penske   |
| 2007   | Firestone Indy 400 | Tony Kanaan       | Andretti Green Racing  |